# Епанагога
Епанагога — візантійський збірник правових норм кінця IX століття. Складений від імені імператора Василія I і його синів Льва і Олександра. У написанні брав участь Патріарх Фотій.
Всупереч традиційному візантійському уявленню про єдиновладдя, в Епаногога розвинено вчення про дві влади — імператорську і патріаршу, що доповнюють одна одну.